# 1590er
Portal Geschichte | Portal Biografien | Aktuelle Ereignisse | Jahreskalender | Tagesartikel

◄ |
15. Jh. |
16. Jahrhundert
| 17. Jh. | ►

◄ |
1560er |
1570er |
1580er |
1590er
| 1600er | 1610er | 1620er | ►

1590 |
1591 |
1592 |
1593 |
1594 |
1595 |
1596 |
1597 |
1598 |
1599

## Ereignisse

### Politik und Weltgeschehen
- 1598: Der französische König Heinrich IV. unterzeichnet am 13. April das Edikt von Nantes.

### Wissenschaft und Technik
- 1591: Die fertiggestellte Rialtobrücke in Venedig wird für den Verkehr freigegeben.

### Kultur
- 1595: William Shakespeares Romeo und Julia wird in London erstmals aufgeführt.
- 1599: William Shakespeare verfasst die Komödie Much Ado About Nothing.
- Anton Praetorius veröffentlicht einen „Gründlichen Bericht von Zäuberey und Zauberern“. Er kritisiert die Hexenprozesse als unchristlich und gegen die theologische Lehre. Als einer der ersten fordert er die Abschaffung von Folter.